# The Lamb Lies Down on Broadway
The Lamb Lies Down on Broadway är ett dubbelt konceptalbum, utgivet 1974 av den progressiva rockgruppen Genesis. Det var det sista albumet som sångaren Peter Gabriel gjorde med gruppen. Albumet följer en ung puertorican vid namn Rael under en period i New York där han får tid för självreflektion och hittar sig själv, samtidigt som han träffar olika karaktärer och är med om några underliga händelser.

## Låtlista
Samtliga låtar skrivna av Tony Banks, Phil Collins, Peter Gabriel, Steve Hackett och Mike Rutherford.
Skiva ett
1. "The Lamb Lies Down on Broadway" - 4:55
2. "Fly on a Windshield" - 2:47
3. "Broadway Melody of 1974" - 1:58
4. "Cuckoo Cocoon" - 2:14
5. "In the Cage" - 8:15
6. "The Grand Parade of Lifeless Packaging" - 2:45
7. "Back in N.Y.C." - 5:49
8. "Hairless Heart" - 2:25
9. "Counting Out Time" - 3:45
10. "The Carpet Crawlers" - 5:16
11. "The Chamber of 32 Doors" - 5:40

Skiva två
1. "Lilywhite Lilith" - 2:40
2. "The Waiting Room" - 5:28
3. "Anyway" - 3:18
4. "The Supernatural Anaesthetist" - 2:50
5. "The Lamia" - 6:57
6. "Silent Sorrow in Empty Boats" - 3:06
7. "The Colony of Slippermen: The Arrival/A Visit to the Doktor/The Raven" - 8:14
8. "Ravine" - 2:05
9. "The Light Dies Down on Broadway" - 3:32
10. "Riding the Scree" - 3:56
11. "In the Rapids" - 2:24
12. "It" - 4:58

## Listplaceringar
| Lista (1974-1975) | Position             |
| ----------------- | -------------------- |
| Finland           | 17                   |
| Frankrike         | 1                    |
| Kanada            | 15 (RPM)             |
| Nya Zeeland       | 34                   |
| Storbritannien    | 10 (UK Albums Chart) |
| USA               | 41 (Billboard 200)   |